# 人民法院 (德國)

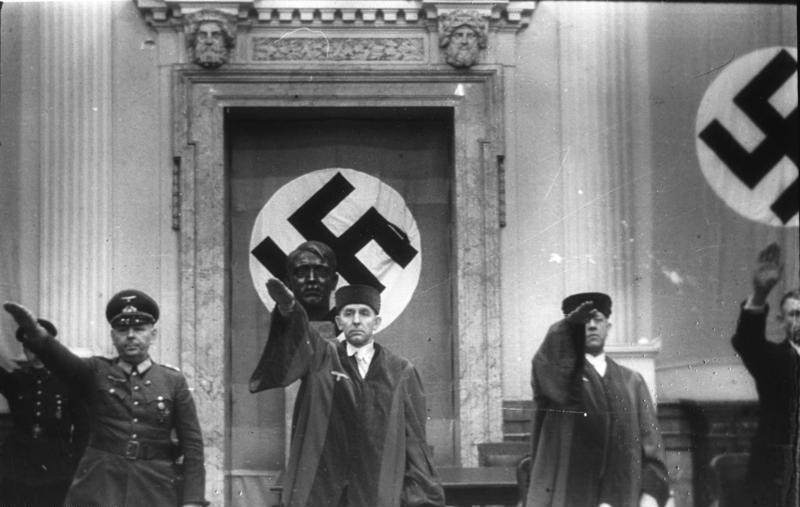
人民法院中的羅蘭德·弗萊斯勒法官（站在中間的那一位）

人民法院為1934年由德國總理希特勒所創立的一座特別法院。由於希特勒就當時法院對於國會縱火案的審判結果感到相當不滿（因為其中一些人被宣判無罪），所以希特勒便在憲法框架外另外設置了一個獨立運作的法院，稱之為「人民法院」（Volksgerichtshof）。本法院的管轄案件為廣義的「政治犯罪」，包含了像是黑市、怠工、失敗主義，以及叛國這類的案件。這些案件將被人民法院視為「腐蝕戰鬥力」（Wehrkraftzersetzung）並且因此判處相當嚴厲的懲罰。進入到人民法院審理的案件中，有相當多數的案件會被判處死刑。
人民法院死刑判處率的最高峰是在羅蘭德·弗萊斯勒擔任院長之時，像是意圖謀殺希特勒的7月20日密謀案即是在其主政時進行審判。大多數被人民法院判處有罪的案件都會在普蘆茨恩湖監獄執行刑罰。而人民法院的審判過程多為「擺樣子公審」，像是對於蘇菲·索爾和她哥哥漢斯·索爾以及其他參與反抗運動白玫瑰之人的審判多在一個小時內便審判終結，且其中不允許任何一方提出證據或對案件加以爭論。法庭上的審判長往往像是檢察官一般，對被告加以指控，接著便對被告加以定罪，並在被告律師未為任何反對意見的情況下加以宣判（不過被告律師往往也選擇保持沉默）。毫無疑問的，此種審判程序完全背離了當時德國的通常訴訟程序和法律，人民法院也因此被稱為「袋鼠法庭」。

## 设立

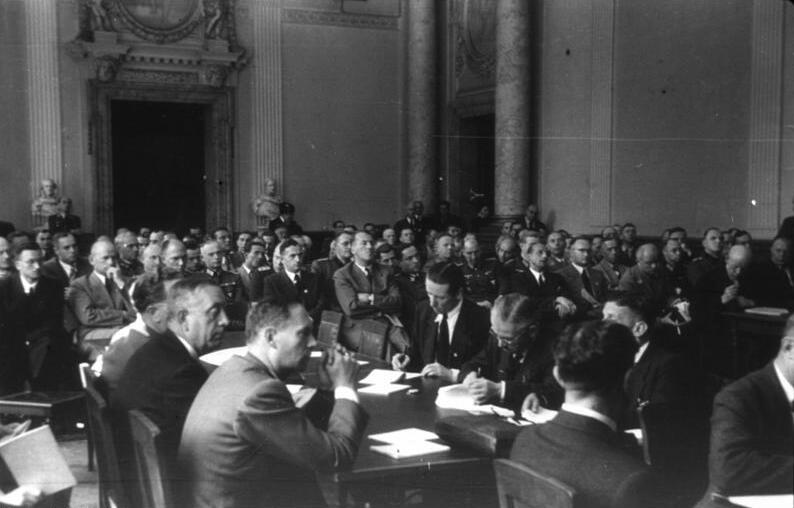
指定的观察员出席于柏林最高法院大礼堂举办的对7月20日密谋案的审判。居中者为恩斯特·卡爾滕布倫納。

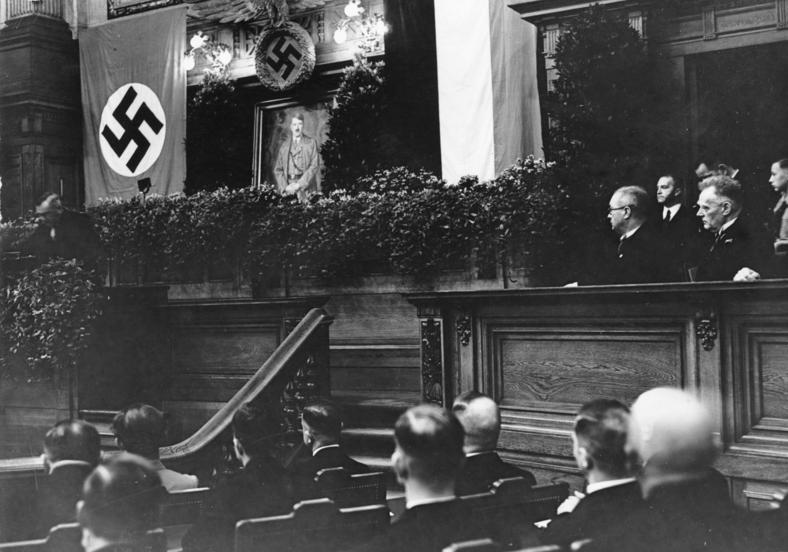
1934年7月14日在普鲁士议会大厦宣布人民法院成立。左侧讲台上为帝国司法部部长Franz Gürtner。执行主席Fritz Rehn和副主席Wilhelm Bruner于右侧楼厢上。

在国会纵火案后，纳粹德国的法庭对嫌疑人马里纳斯·范德吕伯判决死刑，但是对其余嫌疑人判处无罪。希特勒因此决定取消对政治案件司法独立的审判权利，并设立了所谓的人民法院。设立人民法院的法案于1934年4月24日通过，并于同年5月2日生效。
1934年7月14日，纳粹德国高级官员和纳粹党高级干部举办了一次会议。纳粹德国司法部部长Franz Gürtner宣布人民法院成立。人民法院刚开始被定义为“特殊法庭”，并于1934年8月1日起开始运作。法庭刚设立时，高级政府官员将所有正在处理的政治反对者案件转移到人民法庭，如赫尔曼·戈林将一般法庭正在处理的对左翼社会主义组织“红色突击队”头目的指控转移到了人民法院（这是人民法院处理的第二次审判）。在1936年4月18日时，人民法院转型成为了一般法庭。
在德奧合併后，人民法院的管辖权于1938年六月二十日扩展到了奥地利。

## 1944年8月的審判

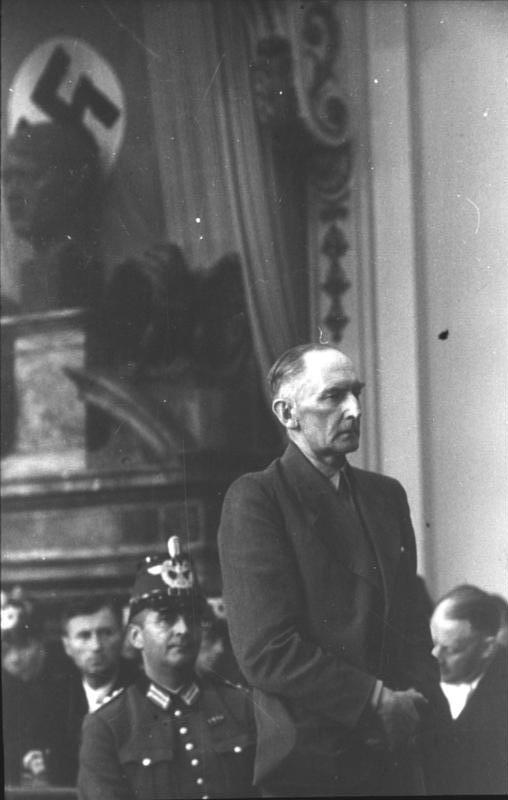
埃爾溫·馮·維茨萊本 站在人民法院上的樣子

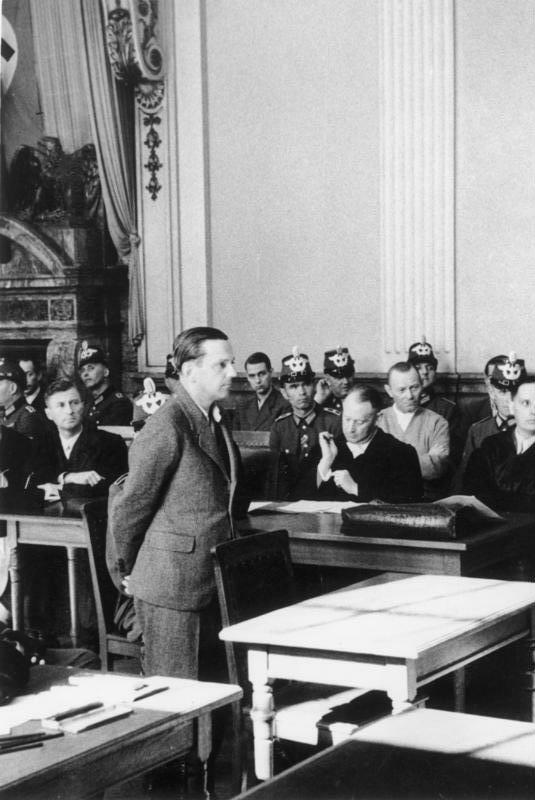
赫爾穆特·史蒂夫 於法院中的模樣

人民法院最為人所知的審判開始於1944年8月7日，其審理的對象是同年所發生的7月20日密謀案。最先8個被指控的人分別是：埃爾溫·馮·維茨萊本、埃里希·赫普納、保羅·馮·海斯、Peter Yorck von Wartenburg、赫爾穆特·史蒂夫、Robert Bernardis、Friedrich Klausing，以及Albrecht von Hagen。這次的審判是在位於Elßholzstrasse的柏林上訴法院大廳舉行，該大廳臨時以納粹圖騰（卐）加以裝飾，其中有300個觀眾，包含恩斯特·卡爾滕布倫納以及其他被選中的公務員、黨政人員、軍官以及記者。另外還有一台攝影機位於穿著紅袍的羅蘭德·弗萊斯勒之後方，以便令希特勒能夠觀看這場審判，並且可以使該畫面用於新聞和另外一部當時沒有播放，名為「人民法院前的叛國者」的紀錄片。
被指控的人遭到強迫穿著破舊的衣服，被戴上手銬後帶進法院。審判程序始於弗萊斯勒宣布他將開始裁決「德國人史上最為令人震驚的指控」。62歲的陸軍元帥埃爾溫·馮·維茨萊本首先被傳喚帶出，站在弗萊斯勒的審判桌前，然後他立刻被大聲要求做出納粹敬禮。他接著就面臨了更大的羞辱，因為祕密警察將他的腰帶從他的褲子上給抽走了（這將可能使維茨萊本的褲子在公眾面前掉下來）。接下來被帶到弗萊斯勒面前的是前上將埃里希·赫普納，其穿著一件無領開襟毛衣，被弗萊斯勒輕蔑的稱呼為「豬樣的狗」（Schweinehund），當他回答說他不是豬樣的狗時，弗萊斯勒問他說：「你覺得你適合放進哪一個動物分類中？」
被指控的人並不能諮詢他們的律師，那些律師並非坐在他們旁邊。同時也都不允許發表太長的言論，如果有此企圖，將會被弗萊斯勒給打斷。然而，陸軍少將赫爾穆特·史蒂夫仍然試圖在被要求閉嘴以前提出他的問題，而維茨萊本則設法喊出：「你可以將我們交給劊子手，三個月內，那些飽受憤怒與煎熬的人們將會把你活活的拖過街上的糞便。」他們所有的人都被判處絞刑，且判決之後很快地便在普蘆茨恩湖監獄中執行完畢。
接著另一場關於密謀者的審判是在8月10日。當天受指控的人為Erich Fellgiebel、Alfred Kranzfelder、弗里茨-迪特洛夫·冯·舒伦堡、Georg Hansen，以及Berthold Schenk Graf von Stauffenberg。
8月15日的審判則輪到了沃尔夫-海因里希·冯·赫尔多夫、Egbert Hayessen、Hans Bernd von Haeften，以及弗里德里希·亚当·冯·特罗特·楚·索尔茨。他們都被弗萊斯勒判處死刑。
8月21日被指控的人則有Fritz Thiele、Friedrich Gustav Jaeger，以及Ulrich Wilhelm Graf Schwerin von Schwanenfeld。
8月30日，陸軍上將卡爾-海因利希·馮·史圖爾普納格在企圖自殺的過程中把自己打瞎了，之後他和Caesar von Hofacker、Hans Otfried von Linstow，以及Eberhard Finckh一起被人民法院判處死刑。

## 被人民法院宣判死刑的著名人物
- 1942年 - Helmuth Hübener：其為人民法院判處死刑中最年輕的第三帝國反對者，當時年僅17歲而已。
- 1943年 - Otto and Elise Hampel：這對情侶在柏林從事公民不合作運動，之後便被逮捕，並由弗萊斯勒加以審理並判處死刑。他們的故事最後成為1947年作家Hans Fallada所寫的小說Every Man Dies Alone之基礎。
- 1943年 - 反抗運動白玫瑰的成員：包含蘇菲·索爾、漢斯·索爾、亞歷山大·許墨瑞、維利·格拉夫、克里斯多福·波普斯特以及庫特·胡伯等人。
- 1943年 - 尤利烏斯·伏契克：一個捷克斯洛伐克的記者，為捷克斯洛伐克共產黨的領導人，同時也是反納粹運動的前期領導者之一。1943年8月25日時，在柏林其被指控其所進行的政治活動乃是高度叛國的行為。最後被判處有罪，並於兩個星期後，亦即1943年9月8日被斬首。
- 1944年 - Johannes Popitz：普魯士財政部長，同時也是反納粹成員之一。
- 1945年 - 赫爾穆特·詹姆斯·馮·毛奇：德國法學家，其為納粹德國中反抗希特勒的反對派成員之一，同時也是克萊稍集團的創始成員之一。
- 1945年 - Klaus Bonhoeffer和Rüdiger Schleicher：德國反抗人士。
- 1945年 - 埃爾溫·普朗克：政治家、商人以及反抗人士，也是馬克斯·普朗克的二兒子。其參與密謀進行7月20日密謀案。

## 人民法院院長
- 弗里茨·雷恩 — 1934年7月13日到9月18日
- 奧圖·提拉克 — 1936年到1942年
- 羅蘭德·弗萊斯勒 — 1942年8月到1945年2月3日
- 哈里·哈夫納 — 1945年3月12日到4月24日

## 人民法院的審判統計
| 年度   | 被告人數 | 死刑 | 無期徒刑 | 有期徒刑 15～20年 | 有期徒刑 10～15年 | 有期徒刑 5年以下 | 拘役 | 無罪 |
| ------ | -------- | ---- | -------- | ----------------- | ----------------- | ---------------- | ---- | ---- |
| 1937年 | 618      | 32   | 31       | 76                | 115               | 101              | 99   | 52   |
| 1938年 | 614      | 17   | 29       | 56                | 111               | 91               | 105  | 54   |
| 1939年 | 470      | 36   | 22       | 46                | 100               | 89               | 131  | 40   |
| 1940年 | 1091     | 53   | 50       | 69                | 233               | 416              | 188  | 80   |
| 1941年 | 1237     | 102  | 74       | 187               | 388               | 266              | 143  | 70   |
| 1942年 | 2572     | 1192 | 79       | 363               | 405               | 191              | 183  | 107  |
| 1943年 | 3338     | 1662 | 24       | 266               | 586               | 300              | 259  | 181  |
| 1944年 | 4379     | 2097 | 15       | 114               | 756               | 504              | 331  | 489  |

## 參照
1. ↑  Gesetz zur Änderung von Vorschriften des Strafrechts und des Strafverfahrens vom 24. April 1934 （页面存档备份，存于）, RGBl. I 1934, S. 341 (online auf ALEX – Historische Rechts- und Gesetzestexte Online).
2. ↑  Vgl. Wieland 1989, S. 12.
3. ↑  Dennis Egginger-Gonzalez, Der Rote Stoßtrupp 
 Eine frühe linkssozialistische Widerstandsgruppe gegen den Nationalsozialismus, Berlin: Lukas Verlag: pp. 153, 163 ff, ISBN 978-3-86732-274-4 （德文）
4. ↑  Gesetz über den Volksgerichtshof und über die fünfundzwanzigste Änderung des Besoldungsgesetzes vom 18. April 1936 （页面存档备份，存于）, RGBl. I 1936, S. 369.
5. ↑  Verordnung über die Einführung der Vorschriften über Hochverrat und Landesverrat im Lande Österreich vom 20. Juli 1938 （页面存档备份，存于）, RGBl. I 1938, S. 640.
6. ↑  H.W.Koch. . I B Tauris & Co Ltd. 1997. ISBN 978-1860641749.
7. ↑  Ian Kershaw. . Penguin Press. 2000. ISBN 0-393-32252-1.
8. ↑  約阿希姆·費斯特. . Weidenfield & Nicholson. 1994. ISBN 0-297-81774-4.

## 外部連結
- Klaus Marxen: Terror und Normalität – Der Volksgerichtshof in zeitgeschichtlicher Perspektive. Bei: Humboldt-Forum-Recht （德文）
- Günter Platzdasch: Nazi-Justiz: Korrekturen am Bild des Volksgerichtshofs （页面存档备份，存于）, in: LinksNet.de, April 2004 （德文）
- Internetseite des Deutschen Historischen Museums mit Video （页面存档备份，存于） （德文）
- Rocco Räbiger: Die Geschichte des Volksgerichtshofes – „Recht ist, was dem Volke nützt!“(?) （页面存档备份，存于）, Unterseite einer Dokumentation über Roland Freisler bei Freimut Köster, abgerufen am 5. Januar 2014 （德文）
- Jochen Philipp Ziegelmann: Vom Königlichen Friedrich-Wilhelm-Gymnasium zum Volksgerichtshof （页面存档备份，存于）, bei Potsdamer-Platz.org, abgerufen am 5. Januar 2014 （德文）